# Reflektor (canción)
«Reflektor» es una canción de la banda de indie rock canadiense Arcade Fire. Fue lanzada el 9 de septiembre de 2013 como el primer sencillo del cuarto álbum de estudio de la banda, Reflektor (2013).
Producida por James Murphy, Markus Dravs y la propia banda, la canción cuenta con la participación vocal como invitado de David Bowie y fue lanzada en una edición limitada de vinilo de 12" acreditada a la banda ficticia The Reflektors.
La canción ocupó el segundo lugar en la lista de los mejores singles de 2013 de NME, detrás de «Get Lucky», de Daft Punk.

## Video musical
El video musical de la canción también fue lanzado el 9 de septiembre de 2013. Fue dirigido por Anton Corbijn.

## Posicionamiento en listas
| Listas (2013)                        | Mejor posición |
| ------------------------------------ | -------------- |
| Canadá (Canadian Hot 100)            | 20             |
| Irlanda (IRMA)                       | 19             |
| España (Top 100 Canciones)           | 42             |
| Reino Unido (UK Singles Chart)       | 44             |
| Estados Unidos (Billboard Hot 100)   | 99             |
| Estados Unidos (Alternative Airplay) | 24             |
| US Rock Songs (Billboard)            | 14             |